# Giovanni Soldini
Giovanni Soldini (Milano, 16 maggio 1966) è un velista italiano, specializzato in navigazioni oceaniche in solitario e in equipaggio.

## Biografia
Milanese, è fratello minore del regista Silvio e di Emanuele, che dirige a Milano l'Istituto europeo di design, ed è padre di quattro figli.
Appassionato di vela fin da ragazzo, negli anni '80 conosce Vittorio Malingri che è stato il primo ad organizzare a Cuba una base velica, a Cayo Largo del Sur. A 16 anni compie per la prima volta nella sua vita la traversata dell'Atlantico.
Nel 1989 vince la Atlantic Rally for Cruisers, ovvero la regata transatlantica per imbarcazioni da crociera. Esordisce come navigatore solitario durante La Baule-Dakar del 1991. 

### I primi successi e il salvataggio di Isabelle Autissier
Compie due giri del mondo in solitario. Si piazza secondo nella BOC Challenge (il giro del mondo a vela, a tappe, per navigatori solitari) 1994–1995, nella classe 40-50 piedi. La barca è il 50 piedi Stupefacente - Kodak, costruita da Soldini all'interno di una comunità di recupero per tossicodipendenti. La successiva edizione, denominata Around Alone 1998, nella classe 50-60 piedi lo vede vincitore a bordo di Fila. In questa occasione Soldini si distingue per il salvataggio di Isabelle Autissier, rovesciatasi nel Pacifico meridionale durante la terza tappa della Around Alone, da Auckland in Nuova Zelanda a Punta del Este in Uruguay, e lontana da possibili interventi di salvataggio. Prima che la barca si ribaltasse, Isabelle era al comando della classifica generale, seguita dal connazionale Marc Thiercelin e da Soldini. Appena saputo dell'incidente, il navigatore solitario abbandona la gara e, il 16 febbraio 1999 riesce a salvare la sua amica e concorrente, rimasta in balia delle onde per 24 ore. Giovanni Soldini vince quella tappa tra le polemiche alimentate dalla stampa francese che lo considera avvantaggiato per il fatto di non navigare da solo. In seguito si aggiudica anche la tappa seguente, da Punta del Este a Charleston, conquistando la vittoria finale del giro del mondo in solitario. È la prima, e ancora oggi unica, vittoria di un navigatore italiano.
(Nel Blu. Una storia di vita e di mare, Longanesi, 2000)
Il 29 febbraio 2000 Soldini riceve la Légion d'honneur, massima onorificenza dello stato francese, presso il Museo della Marina di Parigi dalle mani del navigatore Gérard d'Aboville, per decisione del presidente francese Jacques Chirac per il salvataggio in mare di Isabelle Autissier.
Secondo nella transatlantica in solitario (OSTAR) nel 1992, nel 1996 vince la regata e stabilisce il nuovo record nella classe 50 piedi. Quinto nell'edizione del 2000, successivamente partecipa alla versione professionistica (Transat), qualificandosi settimo nella categoria multiscafi nel 2004 e vincendo nella categoria Class40 nel 2008.
La notte del 3 aprile 1998 un’onda anomala rovescia la barca FILA, su cui Soldini e l’equipaggio stanno tentando di battere il record di traversata atlantica, e Andrea Romanelli, che di FILA è stato il capoprogetto e che in quel momento si trova al timone, scompare nelle acque dell’oceano. Il racconto di questa tragica vicenda è parte del documentario "No more trouble - Cosa rimane di una tempesta", a cura del figlio di Andrea, Tommaso Romanelli.
Il 12 febbraio 2004, il Presidente della Repubblica, Carlo Azeglio Ciampi, lo nomina Ufficiale dell'Ordine al Merito della Repubblica Italiana.

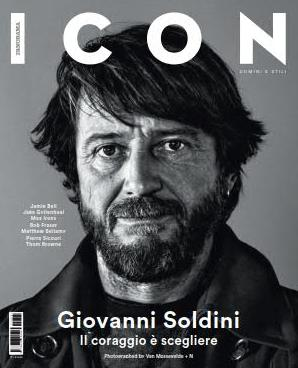
Soldini sulla copertina della rivista Icon, giugno 2015

La sua carriera lo vede negli anni partecipare a molte delle regate più importanti della vela open sia in solitario che in doppio e in equipaggio: partecipa a 5 edizioni della - Québec-Saint-Malo, 5 edizioni della (OSTAR), 3 Jacques Vabre e molte altre tra transoceaniche e regate d'altura.

### La collaborazione con Maserati e i record oceanici
Il 31 dicembre 2012 Soldini parte a bordo del monoscafo Maserati VOR 70 per un nuovo record sulla rotta storica New York-San Francisco: 13 219 miglia nautiche, passando per Capo Horn. Insieme col capitano, un equipaggio proveniente da diverse nazioni: lo statunitense Ryan Breymaier, il francese Sébastien Audigane, il cinese Jianghe Teng, lo spagnolo Carlos Hernández, il tedesco Boris Herrmann, gli italiani Guido Broggi, Michele Sighel e Corrado Rossignoli. Il 16 febbraio 2013 tagliano la linea del traguardo sotto il Golden Gate Bridge di San Francisco aggiudicandosi il record nella categoria dei monoscafi in 47 giorni 0h 42' 29". Il precedente primato era stato stabilito nel 1998 da Yves Parlier su Aquitaine Innovations in 57 giorni e 3 ore.
Il 15 gennaio 2014 con Maserati VOR 70 taglia il traguardo della 14ª Cape2Rio (transoceanica di 3 300 miglia nautiche da Cape Town a Rio de Janeiro), aggiudicandosi la vittoria e stabilendo il nuovo record in 10 giorni 11h 29' 57". Il primato in precedenza apparteneva a Zephyrus IV, maxi statunitense di 74 piedi che nel 2000 aveva coperto il percorso in 12 giorni 16h 49'.
Il 31 maggio 2015, Maserati taglia la linea del traguardo a Shanghai stabilendo il nuovo record della Rotta del Tè, vale a dire la tratta da San Francisco a Shanghai, solcata a metà dell'800 per fini commerciali, 21 giorni, 19 ore, 32'  54" è il tempo impiegato da Maserati per percorrere la distanza. Si tratta di un nuovo record ratificato dal World Sailing Speed Record Council, l'organismo internazionale che certifica i migliori tempi di percorrenza delle imbarcazioni moderne sulle rotte storiche.
Il 29 dicembre 2015 Maserati VOR 70 taglia in quarta posizione la linea del traguardo della 71ª edizione della Rolex Sydney Hobart Yacht Race, una delle più dure regate internazionali. Maserati percorre le 628 miglia che separano l'Australia dalla Tasmania in 2 giorni 22h 54' 33". A tagliare per primo il traguardo della regata è il 100 piedi statunitense Comanche, dietro di lui l'australiano Ragamuffin 100 e lo statunitense Rambler 88.
Nel 2016 Soldini e il suo team, al termine di un triennio con il monoscafo Maserati VOR 70, passano al multiscafo: il trimarano MOD 70 Maserati Multi70.
Il 24 ottobre 2016 a bordo di Maserati Multi70, taglia primo il traguardo della 37ª Rolex Middle Sea Race con un tempo di 2 giorni, 1 ora, 25 minuti e 1 secondo, stabilendo il nuovo primato di riferimento dei multiscafi della regata maltese, e battendo di poco più di 10 ore il precedente record (2 giorni, 11 ore, 29 minuti e 41 secondi), stabilito nel 2015 da Phaedo3.
Il 3 dicembre 2016 Maserati Multi70 taglia il traguardo della terza edizione della RORC Transatlantic Race, concludendo la sua prima regata oceanica al secondo posto nella categoria multiscafi in un tempo di 7 giorni, 8 ore, 44 minuti e 23 secondi.
Il 22 febbraio 2017, Maserati Multi70 chiude al secondo posto la nona edizione della RORC Caribbean 600 Race con un tempo di 1 giorno, 9 ore, 53 minuti e 55 secondi, solo 13 minuti più lungo del tempo del trimarano americano Phaedo3.
L'11 luglio 2017, Giovanni Soldini, a bordo del trimarano oceanico, conclude la Transpac Race da Los Angeles a Honolulu in terza posizione con un tempo di 4 giorni, 12 ore, 48 minuti e 55 secondi. La collisione con un oggetto galleggiante non identificato distrugge il timone di destra di Maserati Multi70 compromettendo le sue possibilità di gareggiare per la vittoria.
Il 23 febbraio 2018, porta a termine la Hong-Kong - Londra a bordo del trimarano Maserati Multi70 in 36 giorni, 2 ore, 37 minuti e 2 secondi, riducendo di ben 5 giorni il precedente record della traversata, fissato dall'equipaggio di Gitana 13 in 41 giorni, 21 ore, 26 minuti e 34 secondi. Un risultato raggiunto grazie all'esperienza dell'equipaggio (a bordo, oltre a Giovanni Soldini, gli esperti velisti Guido Broggi, Sébastien Audigane, Oliver Herrera Perez e Alex Pella) e grazie alle prestazioni del trimarano Maserati Multi70, capace di solcare l'oceano fino a 644 nm/24h. Si segnala inoltre, durante la regata, la rottura del timone di destra, che ha costretto l'equipaggio ad uno stop forzato per rimettere in sesto l'imbarcazione, e dunque ad una perdita di tempo che ha influito negativamente sul tempo totale di percorrenza.
A ottobre 2018, sempre a bordo di Maserati Multi70, Soldini partecipa alla 39ª edizione della Rolex Middle Sea Race, tagliando per primo il traguardo dopo 2 giorni, 11 ore, 54 minuti e 58 secondi.
Il 1º dicembre 2018, a bordo di Maserati Multi70, taglia al primo posto il traguardo della quinta edizione della RORC Transatlantic Race, con un tempo di 6 giorni, 18 ore, 54 minuti e 34 secondi.
A febbraio 2019, Giovanni Soldini partecipa alla undicesima edizione della RORC Caribbean 600, chiudendo la regata al primo posto e stabilendo il nuovo record per i multiscafi: 1 giorno, 6 ore e 49 minuti.
Dopo più di due anni che Maserati Multi70 non tornava in Italia, il 17 ottobre 2020 Giovanni Soldini partecipa con il trimarano alla 41ª edizione della Rolex Middle Sea Race e conquista la Line Honours tagliando il traguardo dopo 2 giorni, 8 ore, 31 minuti e 31 secondi. Dietro a Maserati Multi70, con 15 minuti di distacco, termina la gara il gemello MOD 70 Mana capitanato dallo skipper Brian Thompson.
A marzo 2021, dopo alcuni mesi di manutenzione nei cantieri di La Spezia, Giovanni Soldini ritorna in mare con Maserati Multi70 e registra due nuovi record di velocità, da Monaco a Saint Tropez in 2 ore, 25 minuti e 44 secondi, e da Monaco a Porto Cervo in 7 ore, 50 minuti e 44 secondi. Durante la primavera, conquista altri tre record nel canale della Manica: Plymouth-La Rochelle (12 ore, 15 minuti e 21 secondi), il record della Manica da Cowes a Dinard (4 ore, 30 minuti e 49 secondi) e il record sulla rotta originale del Fastnet (23 ore, 51 minuti e 16 secondi), diventando il primo velista a percorrere la tratta in meno di 24 ore.
Nel 2022 con l'equipaggio di Maserati Multi70, conquista la Line of Honour della RORC Transatlantic Race e conclude al secondo posto la RORC Caribbean 600; nel Mediterraneo vince la Regata dei Tre golfi e si qualifica terzo alla Rolex Middle Sea Race.
A inizio 2023 partecipa nuovamente con Maserati Multi70 alla RORC Transatlantic Race vincendo la regata e stabilendo il nuovo record di velocità in 5 giorni, 5 ore, 46 minuti e 26 secondi. All’attività sportiva affianca un importante programma di trasformazione del trimarano e nel 2023 compie il primo giro del mondo con impianto full electric navigando in autonomia energetica totale.

### Il progetto Ferrari Hypersail
Nel 2024 annuncia la sua separazione da Maserati, siglando un nuovo accordo con Ferrari. In qualità di Team Principal, Giovanni Soldini si occuperà dello sviluppo di una nuova imbarcazione all'avanguardia sul piano tecnologico e della performance. A giugno 2025 viene annunciato il nome del progetto "Ferrari Hypersail" e i primi dettagli: sviluppato dal designer Guillaume Verdier, si tratterà di un monoscafo di 100 piedi con appendici foil. L'innovazione del progetto vedrà tre punti di appoggio in volo, rispettivamente su timone, chiglia foil basculante oltre ai due laterali alternati. L'imbarcazione sarà inoltre completamente autosufficiente sul piano energetico.

## Prestazioni sportive
1988
- 1º Classificato - Giraglia, Classe Open
- 1º Classificato - 200 per Due
- 1º Classificato - Sanremo-Le Lavandou

1989
- 1º Classificato - Transoceanica A.R.C.

1990
- 1º Classificato - Brent Walter Cup

1991
- 3º Classificato - La Baule-Dakar in solitario

1992
- 2º Classificato - Ostar , Europe 1 Star in solitario - classe 50'

1994
- 1º Classificato - Roma x 2

1995
- 2º Classificato - BOC Challenge giro del mondo in solitario a tappe - classe 50'

1996
- 1º Classificato - Roma x 2 in coppia con Isabelle Autissier
- 1º Classificato - Ostar in solitario - classe 50'
- 1º Classificato - Québec-Saint-Malo - classi 50' e 60'

1997
- 1º Classificato - Roma x 2 - classe 50'

1998
- 1º Classificato - Atlantic Alone (classe 60') in solitario. Vincitore Overall e record della regata

1999
- 1º Classificato - Around Alone (classe 60') giro del mondo in solitario a tappe. Vincitore Overall e record della regata

2000
- 5º Classificato - Europe 1 New Man Star, in solitario - classe 60'
- 2º Classificato - Québec-Saint-Malo - classe 50' e 60'

2001
- 7º Classificato alla Transat Jacques Vabre

2002
- 1º Classificato - Roma x 2

2003
- 7º Classificato - GP d'Italia
- 8º Classificato - GP di Marsiglia

2004
- 7º Classificato - The Transat, in solitario
- 5º Classificato - Québec-Saint Malo

2007
- 1º Classificato - Transat Jaque Vabre, class 40 in doppio, con Pietro D'Alì

2008
- 1º Classificato - Grand Prix Petit Navire di Douarnenez, class 40, in equipaggio
- 1º Classificato - The Transat Plymouth-Boston, class 40, in solitario
- 4º Classificato - Québec-Saint Malo, class 40, in equipaggio

2009
- 1º Classificato - Grand Prix Petit Navire di Douarnenez, class 40 in equipaggio
- 1º Classificato - Transmanche, in doppio, class 40 con Karine Fauconnier
- 1º Classificato - Les Sables-Horta-Les Sables, class 40 in doppio, con Karine Fauconnier
- 2º Classificato - Rotta del Cioccolato, in doppio, con Pietro D'Alì da Nantes (Francia) a Progreso (Messico)

2013
- Stabilisce nuovo record del mondo per un monoscafo sulla Rotta dell'oro (New York-San Francisco) ( Certificazione (JPG), su sphotos-a.xx.fbcdn.net. URL consultato il 14 dicembre 2022 (archiviato dall'url originale il 2 maggio 2013).) con Maserati VOR 70, in 47 giorni, 0 ore, 42 minuti, 29 secondi
- 2º Classificato - Transpac Race, in equipaggio con Maserati VOR 70

2014
- 1º Classificato - Cape2Rio[15], in equipaggio con Maserati VOR 70 (stabilendo anche il nuovo record in 10 giorni, 11 ore, 29 minuti, 57 secondi)[16]

2015
- Stabilisce nuovo record del mondo sulla Rotta del Tè da San Francisco a Shanghai, in equipaggio con Maserati VOR 70, in 21 giorni, 19 ore, 32 minuti, 54 secondi[16]

- 4º Classificato - Rolex Sydney Hobart Yacht Race, in equipaggio con Maserati VOR 70

2016
- 1º Classificato - Rolex Middle Sea Race, in equipaggio con Maserati Multi70 (stabilendo il nuovo primato di riferimento dei multiscafi di 2 giorni, 1 ora, 25 minuti e 1 secondo)

- 2º Classificato - RORC Transatlantic Race, in equipaggio con Maserati Multi70

2017
- 2º Classificato - RORC Caribbean 600, in equipaggio con Maserati Multi70
- 3º Classificato - Transpac Race, in equipaggio con Maserati Multi70

2018
- Stabilisce nuovo record del mondo sulla Rotta Hong-Kong-Londra, in equipaggio con Maserati Multi70, in 36 giorni, 2 ore, 37 minuti, 2 secondi[16]
- 1º Classificato - Rolex Middle Sea Race, in equipaggio con Maserati Multi70
- 1º Classificato in Multihull Line Honours - RORC Caribbean 600, in equipaggio con Maserati Multi70

2019
- 1º Classificato in Multihull Line Honours - RORC Caribbean 600, in equipaggio con Maserati Multi70 (stabilendo il nuovo primato di riferimento dei multiscafi di 1 giorno, 6 ore e 49 minuti)

2020
- 1º Classificato in Multihull Line Honours - Rolex Middle Sea Race, in equipaggio con Maserati Multi70

2021
- Stabilisce nuovo record del mondo sulla rotta Monaco-Saint Tropez, in equipaggio con Maserati Multi70, in 2 ore, 25 minuti e 44 secondi[17]
- Stabilisce nuovo record del mondo sulla rotta Monaco-Porto Cervo, in equipaggio con Maserati Multi70, in 7 ore, 50 minuti e 44 secondi[18]
- Stabilisce nuovo record del mondo sulla rotta Plymouth-La Rochelle, in equipaggio con Maserati Multi70, in 12 ore, 15 minuti e 21 secondi[19]
- Stabilisce nuovo record del mondo sulla rotta Cowes-Dinard (record della Manica), in equipaggio con Maserati Multi70, in 4 ore, 30 minuti e 45 secondi[20]
- Stabilisce nuovo record del mondo sulla rotta originale del Fastnet (Cowes-Plymouth), in equipaggio con Maserati Multi70, in 23 ore, 51 minuti e 16 secondi[21]

2022
- 1º Classificato nelle categorie “All Boats” e “Line Honour Multihull” alla RORC Transatlantic Race, in equipaggio con Maserati Multi70 e conclude la prova con un tempo reale di 6 giorni, 18 ore, 51 minuti e 41 secondi.
- 2º Classificato in tempo reale e primo classificato in tempo corretto nella classe Mocra della RORC Caribbean 600.
- 1º Classificato in Multihull Line Honours - Regata dei Tre Golfi
- 3º Classificato in Multihull Line Honours - ROLEX Middel Sea Race

2023
- 1º Classificato nelle categorie “All Boats” e “Line Honour Multihull” alla RORC Transatlantic Race, in equipaggio con Maserati Multi70 stabilisce il nuovo record assoluto della regata di altura con un tempo di 5 giorni, 5 ore, 46 minuti e 26 secondi.
- 2º Classificato in tempo reale - RORC Caribbean 600
- 2º Classificato in tempo reale - Transpacific Yacht Race

## Onorificenze

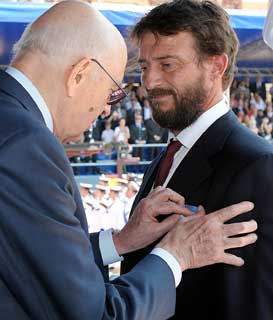
Giorgio Napolitano appunta la medaglia d'oro al merito di Marina nel 2008 a Giovanni Soldini

## Riconoscimenti
- Collare d'Oro al Merito Sportivo del Comitato olimpico nazionale italiano nel 1999.
- Medaglia del Salvataggio Arthur B. Hansen dell'Associazione Velistica degli Stati Uniti d'America nel 1999[25][26].
- Premio Sport e Solidarietà dell'Associazione Volontari Italiani del Sangue nel 2005.
- Premio Cavour 2018[27].
- Premio "Marittima alla Solidarietà in Mare" - 2023 della Società Marittima di Mutuo Soccorso Aps Lerici

## Pubblicazioni
- Giovanni Soldini, Nel blu. Una storia di vita e di mare, Longanesi, 2000
- Giovanni Soldini, Sulla rotta dell'oro. New York - San Francisco via Capo Horn, Longanesi, 2013
- Giovanni Soldini, Oltre i limiti. Dieci anni in oceano con Maserati, Nutrimenti Mare, 2024